# 里加斯特拉金什大学

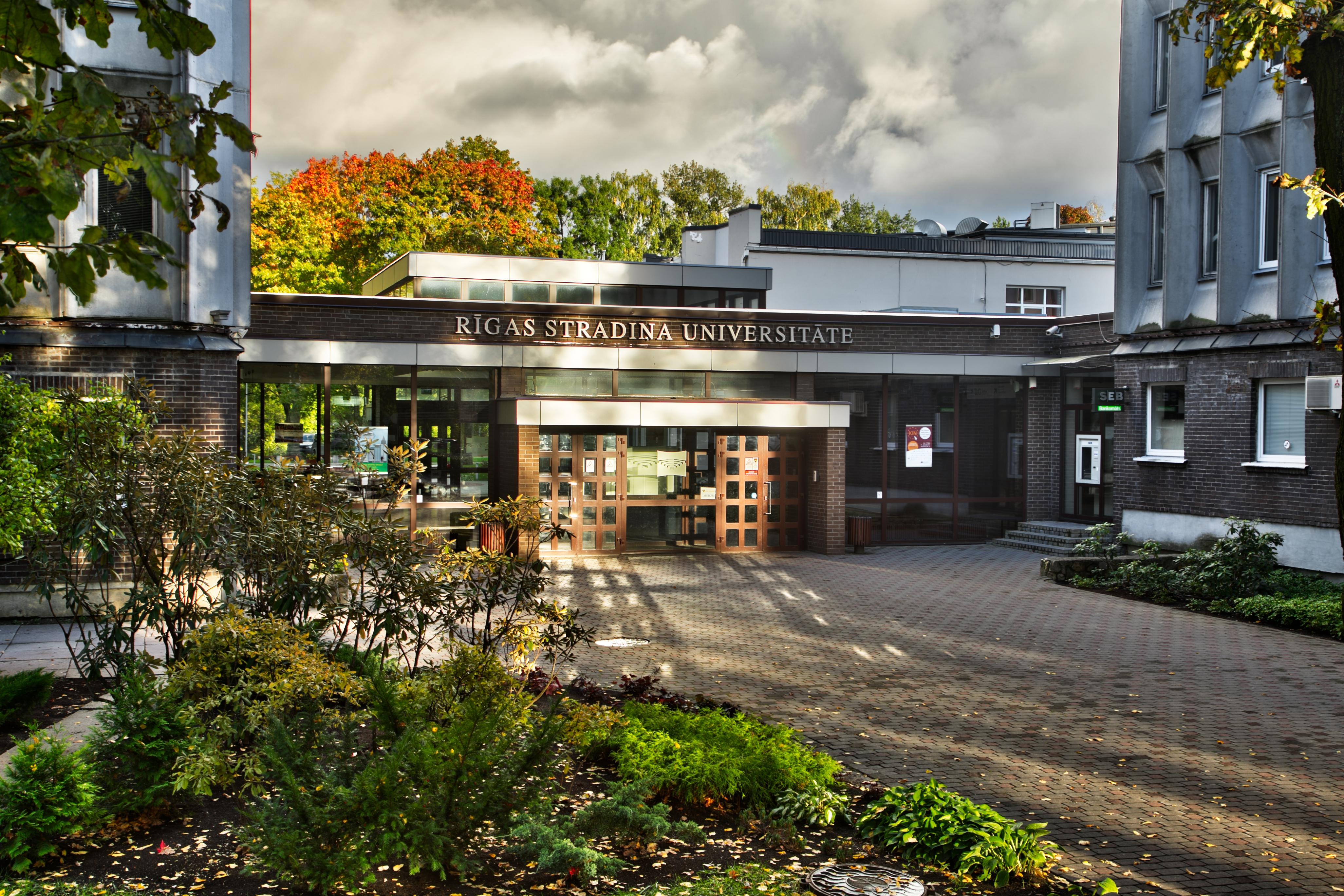
大學主樓

里加斯特拉金什大学（简称RSU）是拉脱维亚的一所公立大学。
里加斯特拉金什大学是唯一被纳入国家医疗体系的高校，这促进了国家医疗保障的水平，同时也为学校自身的发展提供了良好的基础。

## 历史
创建于1950年，初名为里加医学院（Rīga Medical Institute），1990年更名为拉脱维亚医专（Medical Academy of Latvia）。随着学校的扩大，提供的教育及培训涵盖了医学之外的社会科学、自然科学等多学科领域，学校于2002年正式更名为斯特拉金什大学。斯特拉金什大学拥有自由的学术氛围，鼓励学生积极参与及自主设立研究课题。大学提供不同层次的教育及培训。目前大学拥有来自世界各地的学生6000余人。
56°57′13″N 24°03′19″E / 56.9536°N 24.0553°E